# Ефирна телевизия
Ефирна телевизия е един от начините за радиоразпръскване на телевизионни програми на далечни разстояния. Тази система на разпространение следва модела на историческите системи за радиоразпръскване, датиращи от 20-те години на 20 век, и използва мощни радиочестотни предаватели за пренасяне на телевизионния сигнал до множество индивидуални телевизионни приемници, намиращи се в неговия обхват.
Предаванията обикновено се осъществяват по специално заделени с международни съглашения честотни ленти на електромагнитния спектър в интервала 54-890 MHz.. За ефирна телевизия с честотна модулация УКВ-ЧМ са отделени честотните ленти 49-100 MHz (Метров обхват-1), 174-230 MHz (Метров обхват-2) и 470-862 MHz (Дециметров обхват). В България и в други страни от Източна Европа е приет стандарт, според който този спектър се разпределя на канали: 12 телевизионни канала в метровия обхват, с офсет на честотите за изображение и звука от 6,5 MHz и канали от 21 до 69 в дециметровия обхват с офсет от 5,5 MHz..
Предавателите са монтирани на телевизионни кули, разположени на високи точки с добра видимост в няколко посоки, което се обуславя от характера на радиовълните, чрез които се разпространява телевизионния сигнал. За да се приема ефирна телевизия, е необходим обикновен телевизионен приемник и проста антена.
Първите не-ефирни методи за разпръскване на телевизионни програми датират от времето на изстрелване на първите спътници през 60-те и 70-те години на 20 век.
С усъвършенствуването на технологиите аналоговите методи отстъпват място на цифрови. Преходът от аналогова към цифрова ефирна телевизия (цифровизация) в България (първоначално с краен срок 31 декември 2012 г. както и в другите страни от Европейския съюз) е отложен за 1 септември 2013 г.
В края на 2012 г. започва информационна кампания за цифровизацията на ефирната телевизия в България.